# Station Tanggula
Station Tanggula is een onbemand spoorwegstation in het arrondissement Amdo in de Tibetaanse Autonome Regio, China. Het station ligt aan de Peking-Lhasa-spoorlijn.

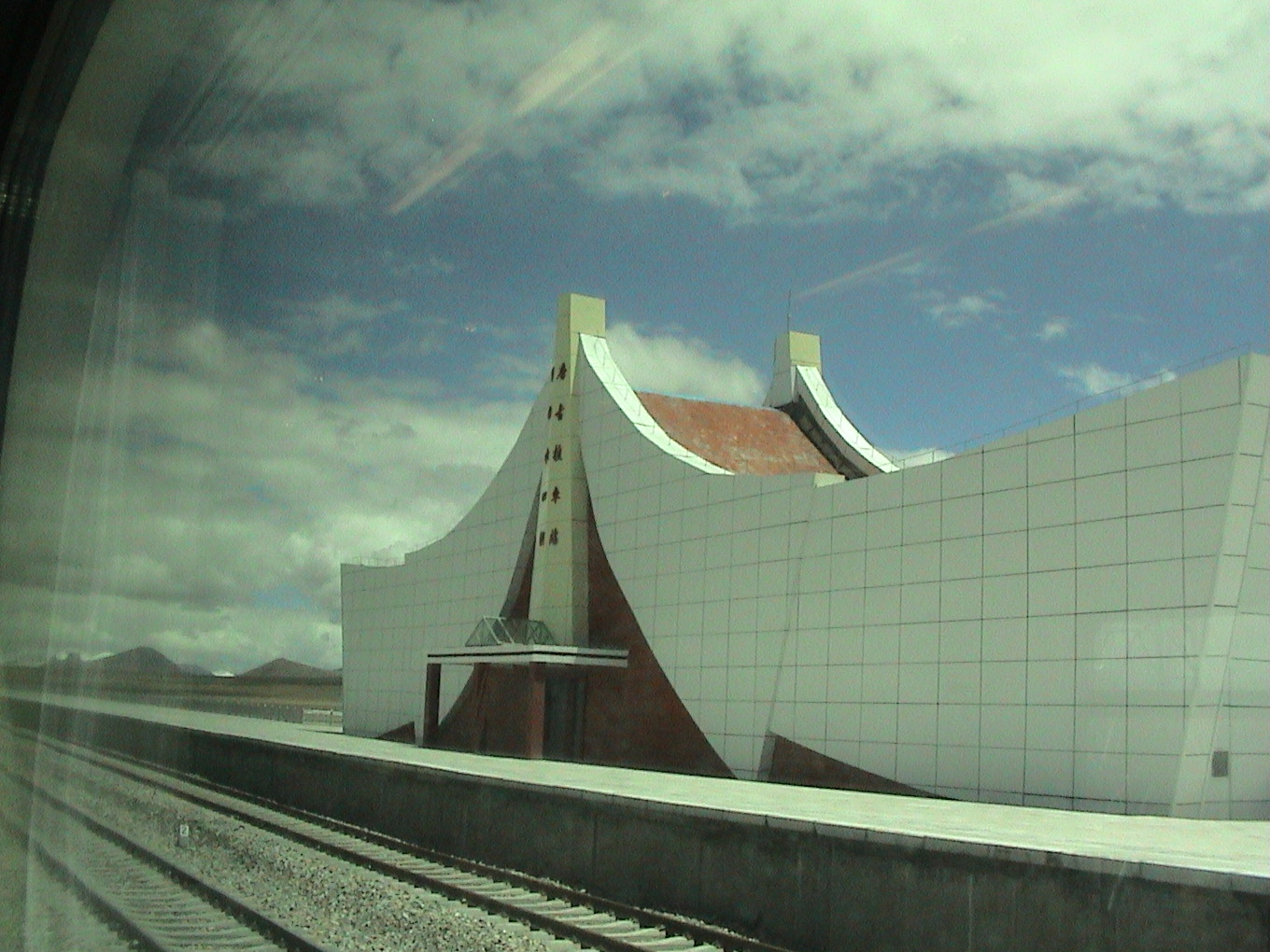
Stationsgebouw van Tanggula

Het station bevindt zich op een hoogte van 5068 meter en is daarmee het hoogste spoorwegstation ter wereld.
Het station ligt op een afstand van 1 kilometer van de bergpas Tanggula dat de markering betekent tussen de grens van Tibet met de provincie Qinghai.
Het perron heeft een lengte van 720 meter en een oppervlakte van 10.800 vierkante meter. In het station heeft de (elders enkelvoudige) spoorlijn plaatselijk 4 sporen, waarvan één zijspoor langs het perron bereikbaar is.  